# Rathaus Marlow

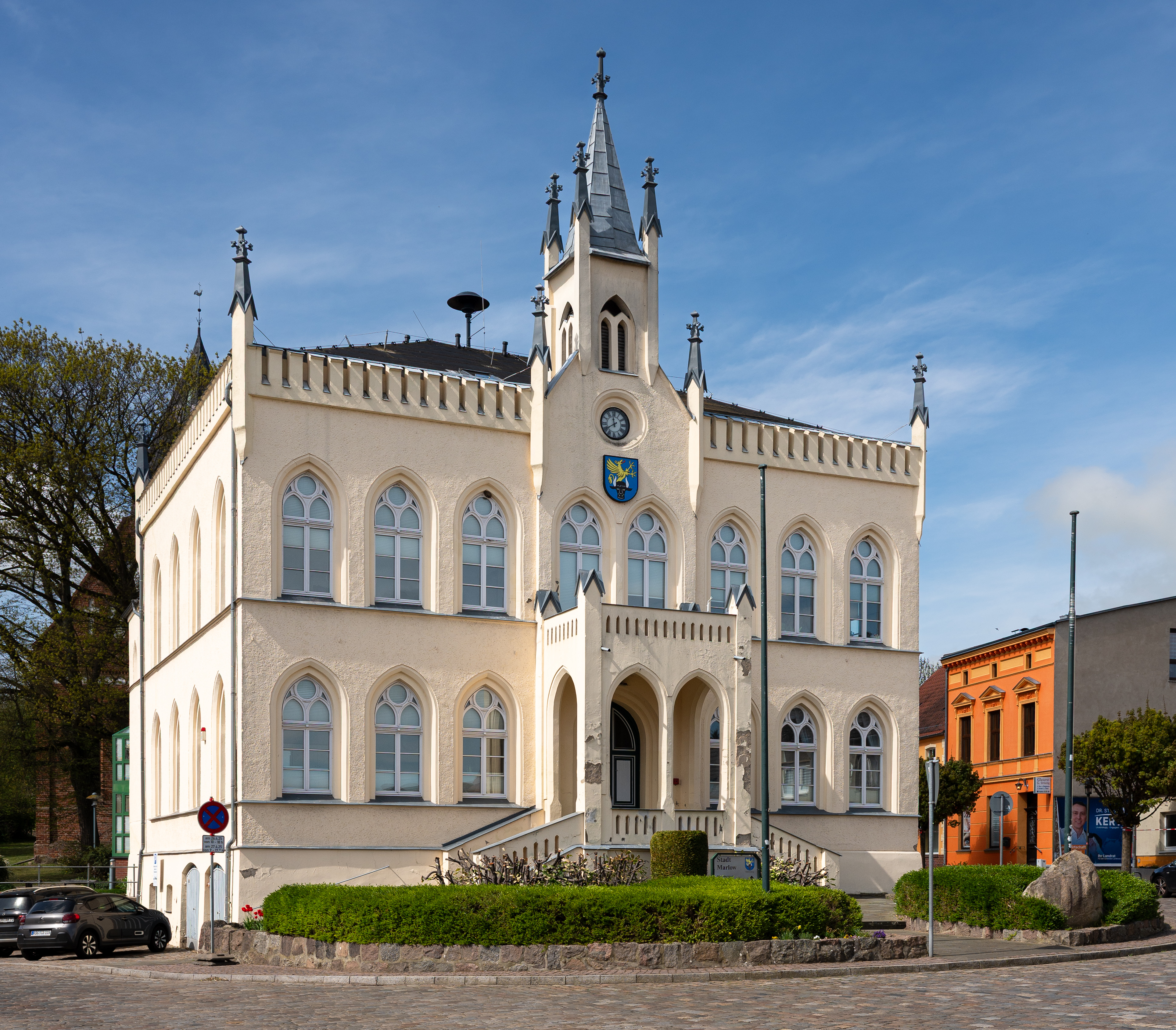
Rathaus von Marlow (2025)

Das Rathaus von Marlow wurde 1862 eingeweiht. Es befindet sich im Stadtkern von Marlow, direkt am Marktplatz in unmittelbarer Nähe zur Stadtkirche.
Das Gebäude steht unter Denkmalschutz (siehe auch Liste der Baudenkmale in Marlow).

## Geschichte
Im 13. Jahrhundert entwickelte sich am Fuß einer slawischen Burg (später Schloss Marlow) eine kleine Siedlung. Ab 1210 begann der Bau der Stadtkirche. 1286 wurde Marlow noch als Ort und 1298 als Städtchen (Stadtrecht) bezeichnet. Die Stadt gewann keine überregionale Bedeutung und war zeitweise die kleinste Stadt in Mecklenburg.
Das erste Marlower Rathaus stammte aus dieser mittelalterlichen Zeit. Der Fachwerkbau stand in etwa an der Stelle des heutigen Rathauses, dem es weichen musste.
Das heutige zweigeschossige neogotisch historisierende Rathaus entstand 1862 am Marktplatz. Der hellgelbe Putzbau ist zum Markt in drei Teile gegliedert. Im Mittelrisalit führt der alte Eingang durch die spitzbogig gewölbten Arkaden. Darüber befindet sich ein repräsentativer Balkon und ein schlanker Turm mit einem hohen, sechseckigen Turmhelm. Das Walmdach wird durch den wehrhaften Zinnenkranz umgrenzt. An den Gebäude- und den Turmecken lockern zierliche Fialen das wuchtige Gebäude auf.
Das Rathaus wurde 1995/96 im Rahmen der Städtebauförderung saniert. Es erhielt seitlich einen neuzeitlichen Anbau mit Büroräumen, durch den der heutige Haupteingang führt. 

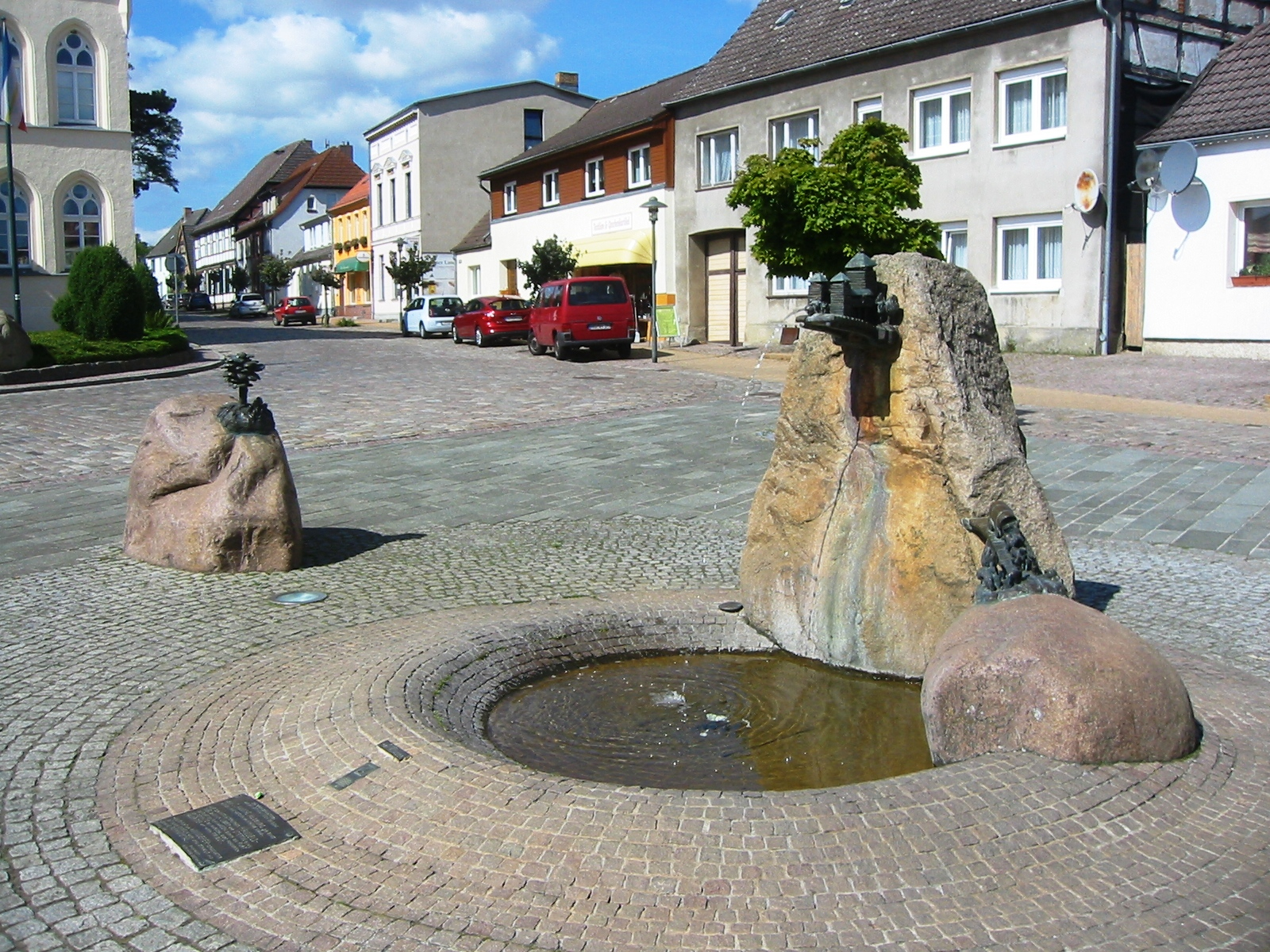
Brunnen von Reinhard Dietrich

Der Marktplatz wurde im gleichen Zeitraum erneuert. Vor dem Rathaus befindet sich ein kleiner Brunnen, der vom Bildhauer Reinhard Dietrich gestaltet wurde. Drei Bronzeplastiken auf je drei Findlingen zeigen Szenen aus der Geschichte in der Region.